# バッタライ
バッタライ（ネパール語: भट्टराई）は、ネパールのバフンに属する特定のサブグループが使用するパルバテ・ヒンドゥーの姓である。

## 語源
バッタライは、サンスクリットのバッタとライで構成される。バッタはサンスクリット語の学者を意味し、ライは王の代わりを意味する 。

## ネパールの姓を持つ著名人
- クリシュナ・プラサード・バッタライ - 元首相（ネパール会議派）[3]
- バーブラーム・バッタライ - 元首相や政治家（ネパール共産党）[4]
- マダヴ・バッタライ（英語版） - 占星術師および宗教学者の委員会の議長[5]
- ナビン・K・バッタライ（英語版） - ポップシンガー[6]
- スビン・バッタライ（英語版） - ネパールの作家
- アムリット・バッタライ（英語版） - ネパールのクリケット選手
- ドゥルガ・プラサド・バッタライ（英語版）  - ネパール外交官
- クリシュナ・ダラバシ（英語版） - 別名クリシュナ・バッタライ。ラダの著者